# Новый Кокорев
Новый Кокорев (укр. Новий Кокорів) — село в Кременецкой городской общине Кременецкого района Тернопольской области Украины.
Код КОАТУУ — 6123485903. Население по переписи 2017 года составляло 505 человек.

## Географическое положение
Село Новый Кокорев находится на берегу реки Иква,
выше по течению примыкают сёла Старый Кокорев и Поповцы,
ниже по течению на расстоянии в 1 км расположено село Дворец.

## Известные уроженцы
- Патриарший Архидиакон Андрей Мазур.

## История
- 1635 год — дата основания.

## Объекты социальной сферы
- Клуб, библиотека